# Laterns
Laterns település Ausztria legnyugatibb tartományának, Vorarlbergnek a Feldkirchi járásában található. Területe 43,79 km², lakosainak száma 682 fő, népsűrűsége pedig 16 fő/km² (2014. január 1-jén). A település 921 méteres tengerszint feletti magasságban helyezkedik el.

## Fordítás
- Ez a szócikk részben vagy egészben  a   Laterns című angol Wikipédia-szócikk ezen változatának fordításán alapul.  Az eredeti cikk szerkesztőit annak laptörténete sorolja fel. Ez a jelzés csupán a megfogalmazás eredetét és a szerzői jogokat jelzi, nem szolgál a cikkben szereplő információk forrásmegjelöléseként.